# EM i snooker
Europeiska mästerskapet i snooker är en rankingturnering i snooker. Det första mästerskapet hölls 2016 i Bukarest, Rumänien.

## Vinnare
| År         | Vinnare         | Motståndare       | Resultat | Säsong  |
| ---------- | --------------- | ----------------- | -------- | ------- |
| 2016       | Judd Trump      | Ronnie O'Sullivan | 9 – 8    | 2016/17 |
| 2017       | Judd Trump      | Stuart Bingham    | 9 – 7    | 2017/18 |
| 2018       | Jimmy Robertson | Joe Perry         | 9 – 6    | 2018/19 |
| 2020 (jan) | Neil Robertson  | Zhou Yuelong      | 9 – 0    | 2019/20 |
| 2020 (sep) | Mark Selby      | Martin Gould      | 9 – 8    | 2020/21 |
| 2022 (feb) | Fan Zhengyi     | Ronnie O'Sullivan | 10 – 9   | 2021/22 |
| 2022 (aug) | Kyren Wilson    | Barry Hawkins     | 9 – 3    | 2022/23 |
| 2023       | Barry Hawkins   | Judd Trump        | 9 – 6    | 2023/24 |